# Afrikaanse kampioenschappen wielrennen 2018 – Wegwedstrijd vrouwen junioren
De vijfde editie van de wegwedstrijd voor vrouwen junioren op de Afrikaanse kampioenschappen wielrennen werd gehouden op 17 februari 2018. De dertien deelneemsters moesten een parcours van 60 kilometer in en rond Kigali afleggen. Aanvankelijk stonden er veertien rensters op de startlijst, maar Charlene Habonimana uit Burundi startte op het laatste moment niet. De Eritrese Desiet Kidane volgde Hailu Zayd uit Ethiopië op als winnaar. Alleen de Marokkaanse Siham Es-sad haalde de finish niet.

## Uitslag
| Plaats | Naam                   | Tijd     |
| ------ | ---------------------- | -------- |
| Goud   | Desiet Kidane          | 1u32'26" |
| Zilver | Furtuna Kasahun        | + 3'39"  |
| Brons  | Zayid Hailu            | z.t.     |
| 4      | Violette Irakoze       | + 6'35"  |
| 5      | Valantine Nzayisenga   | + 11'39" |
| 6      | Samantha Mushimiyimana | + 15'08" |
| 7      | Yvonne Iradukunda      | + 16'51" |
| 8      | Goreth Niyubuntu       | + 19'52" |
| 9      | Isabell Gachohi        | + 23'42" |
| 10     | Jeanette Manishimwe    | + 27'37" |
| 11     | Alice Alaibi           | + 29'44" |
| 12     | Onyebuchi Odiase       | + 32'22" |